# Piezocera bivittata
Piezocera bivittata là một loài bọ cánh cứng trong họ Cerambycidae.